# シャフチョルスク
座標: 北緯49度09分 東経142度06分 / 北緯49.150度 東経142.100度

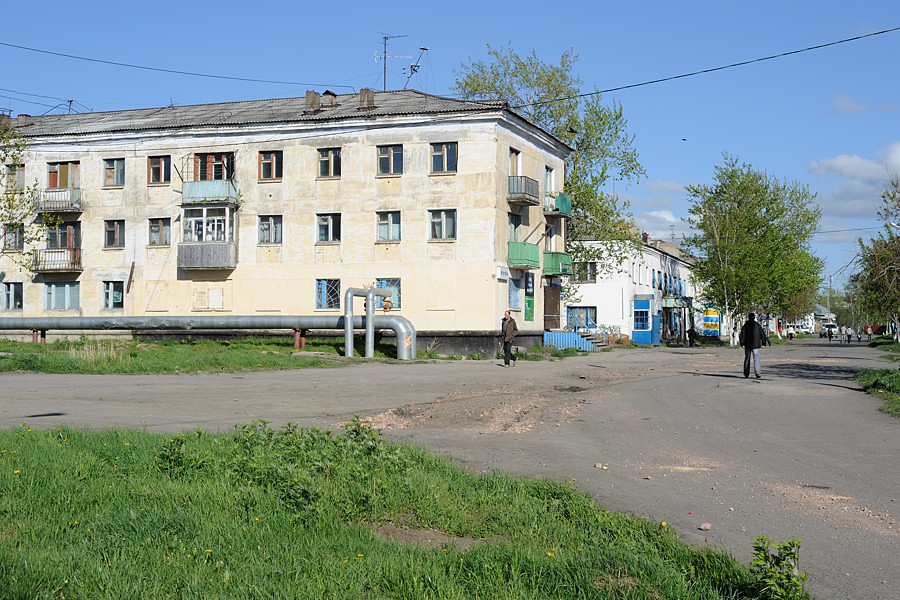
市内

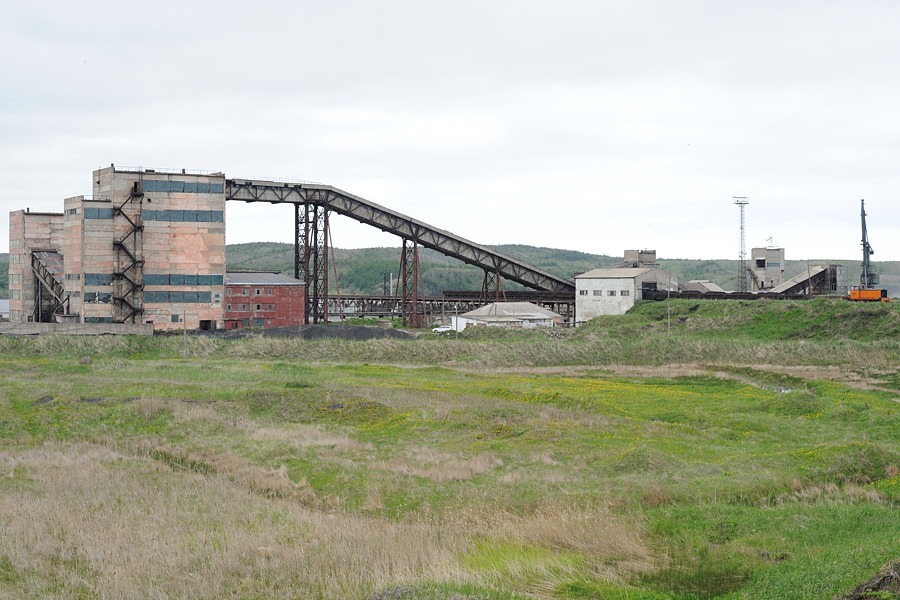
シャフチョルスク中央選鉱場

シャフチョルスク（ロシア語: Шахтёрск）は、サハリンの西海岸に位置する町。ロシア連邦サハリン州に属する。日本統治時代（1905年 – 1945年）の塔路町（とうろちょう）にあたる。
日本統治時代の詳細については、「塔路町」の項目を参照すること。

## 概要
シャフチョルスクは、サハリン西海岸のウグレゴルスク地区にある町である。ユジノサハリンスクから北北西へ376キロメートル（234マイル）、北緯49.15度、東経142.10度に位置している。町の人口は、7,351人（2014年人口調査）。
1905年以降の日本統治時代に生まれた町で、もともとは恵須取町（現在のウグレゴルスク）の一部であったが、1941年に分離し、「塔路町」が成立した。1945年8月、ソ連が、サハリン南部に対する支配を再び手にすると、サハリン州に属することとなった。1947年、現在の名称が命名された。

## 交通
シャフチョルスク空港があり、ユジノサハリンスク、ハバロフスクとはオーロラ航空で結ばれている。また、527番バスがユジノサハリンスクとの間を1往復している。

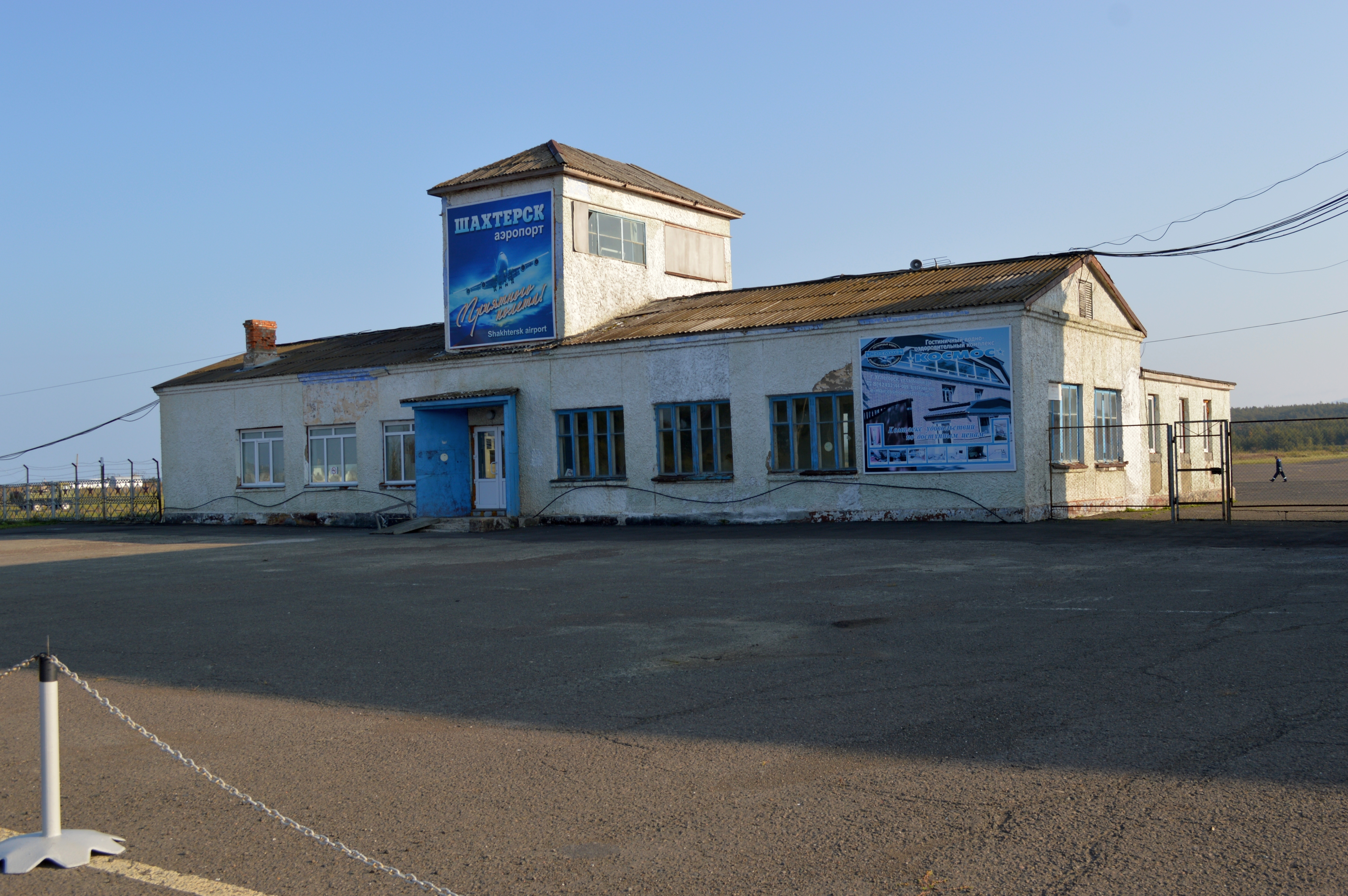
シャフチョルスク空港

## 人口
| 人口    | 人口    | 人口    | 人口    | 人口    | 人口    | 人口    |
| 1959    | 1970    | 1979    | 1989    | 1996    | 1998    | 2000    |
| ------- | ------- | ------- | ------- | ------- | ------- | ------- |
| 12 100  | ↘11 500 | →11 500 | ↗12 900 | →12 900 | ↘12 300 | ↘11 600 |
| 2001    | 2002    | 2005    | 2006    | 2007    | 2008    | 2009    |
| ↘11 500 | ↘10 643 | ↘10 400 | ↘10 300 | ↘10 100 | →10 100 | ↘10 029 |
| 2010    | 2011    | 2012    | 2013    | 2014    | 2015    | 2016    |
| ↘8382   | ↗8400   | ↘7932   | ↘7647   | ↘7351   | ↘7094   | ↘6911   |